# Giọt sành Bắc Bộ
Giọt sành Bắc Bộ (danh pháp: Pavetta tonkinensis) là một loài thực vật có hoa trong họ Thiến thảo. Loài này được Bremek. mô tả khoa học đầu tiên năm 1934.